# Första kammarens konservativa grupp
Första kammarens konservativa grupp (konservativa gruppen) var en löst hållen gruppbildning i första kammaren i den svenska riksdagen vid riksdagarna 1867-1872. Gruppen var tullvänlig, högerinriktad och förankrad i ämbetsmannakretsar. Från och med riksdagen 1873 kallades den i första hand Ehrenheimska partiet.